# Мартынячий (остров)
Мартынячий — небольшой намывной остров в Азовском море между Ейской косой и одноимённым островом; излюбленное место отдыха азовских чаек.

## Происшествия
7 июля 2010 года шестеро детей утонули, пытаясь самостоятельно переплыть на Мартынячий остров с острова Ейская коса; вместе с детьми погиб педагог, пытавшийся их спасти[значимость факта?].